# Sławomir Nowak (matematyk)
Sławomir Antoni Nowak (ur. 7 sierpnia 1946 w Sosnowcu, zm. 17 marca 2023 w Betlejem) – polski matematyk, profesor nauk matematycznych. Specjalizował się w topologii. Profesor nadzwyczajny w Instytucie Matematyki Wydziału Matematyki, Informatyki i Mechaniki Uniwersytetu Warszawskiego (Zakład Geometrii i Topologii).

## Życiorys
Studia matematyczne ukończył na Uniwersytecie Warszawskim, gdzie następnie został zatrudniony i zdobywał kolejne awanse akademickie. Stopień doktorski uzyskał w 1973 na podstawie pracy pt. On some properties of the fundamental dimension of compact napisanej w języku polskim pod kierunkiem Karola Borsuka. Tytuł naukowy profesora nauk matematycznych otrzymał w 2007. Członek Polskiego Towarzystwa Matematycznego.
Swoje prace publikował w takich czasopismach jak m.in. „Fundamenta Mathematicae”, „Transactions of the American Mathematical Society” oraz „Topology And Its Applications”.